# Phaenicophilus poliocephalus
Phaenicophilus poliocephalus là một loài chim trong họ Thraupidae.